# 노티시아스 카라콜
《노티시아스 카라콜》(스페인어: Noticias Caracol)는 콜롬비아의 뉴스 프로그램이다.

## 같이 보기
- 카라콜 텔레비시온